# Enric Casassas i Cantó
|  | Per a altres significats, vegeu «Enric Casassas». |

Enric Casassas i Cantó (Barcelona, 14 d'abril de 1894 - 24 de juliol de 1977) va ser un pedagog català, deixeble de Joan Bardina i pioner de l'Escola activa. Va ser el pare del químic Enric Casassas i Simó, del geògraf Lluís Casassas i Simó i del metge Oriol Casassas i Simó i l'avi del poeta Enric Casasses i Figueres i la traductora Anna Casassas i Figueras.

## Biografia
Fou fill d'un llibreter, Josep Cassasas i Viñets, que, com aquell que diu, acabava d'arribar del poble, Santa Eugènia de Berga (Osona), i de la seva esposa, Emília Cantó i Camps de la Creu. Ell fou el tercer fill d'una colla de deu germans, això l'obligà a posar-se a treballar molt aviat per pagar-se els estudis, ja que volgué estudiar per mestre.
El curs 1906-1907 va poder ingressar a l'Escola de Mestres de Joan Bardina, on l'any següent hi conegué Carme Simó i Saco, que fou, anys després la seva esposa. Bardina creia que les coses s'han de fer perquè hom en té el deure i no per obtenir-ne premis o per por del càstig. Més encara, creia que les coses s'han de fer per entusiasme, per il·lusió conscient. L'Escola de Mestres fou una escola de concepció totalment diferent de les oficials i feu una tasca més educativa que instructiva amb la finalitat de fer els seus alumnes aptes per a la vida del seu temps i deixà una forta empremta en el seu pensament pedagògic
Quan acabà la carrera, Enric Casassas, estigué (1914-1915) com a mestre en el Col·legi dels Amics de la Instrucció de Cardedeu. Es casà amb Carme Simó el 1915 amb qui va tenir quatre fills: Enric, Lluís, Oriol i Montserrat. Fou nomenat mestre de Castellgalí, prop de Manresa (1916). Allí hi formà allà la seva llar; hi tingué i hi enterrà el seu primer fill; hi assajà les primeres lliçons; col·laborà amb les seves observacions diàries a l'elaboració del Atlas pluviomètric de Catalunya de Joaquim Febrer, el meteoròleg catedràtic d'astronomia a la Universitat de Barcelona, i participà en les lluites inicials que, per introduir els nous mètodes i les noves orientacions, s'havia de lliurar cada dia contra els partidaris de l'statu quo que moltes vegades formaven part dels cercles amb els quals l'unien llaços efectius ben ferms.
Uns anys després, quan tenien vint-i-sis anys, el matrimoni Casassas-Simó va arribar a Sabadell. Ell, de mestre de l'Escola Nacional de Nens, número 2, del carrer de Bèlgica; ella, a la mateixa Escola, però de Nenes. L'espectacle, quan hi arribaren, no podia ser més desalenant: aules desmanegades, matrícules reduïdissimes i un prestigi social inexistent. En aquest quadre tan poc falaguer començà la labor dels joves mestres, un cop establerts a Sabadell. L'escola nacional era unitària, Enric Casassas introduí els mètodes preconitzats per l'Escola activa, sense d'altres concessions que les que li imposava el nombre cada dia creixent d'alumnes als quals atenia personalment i les que derivaven de les normes coercitives i repressives que foren dictades durant els anys de la dictadura de Primo de Rivera (1923-1929).
Amb energia i constància tingué cura de la preparació intel·lectual i física dels nois, organitzà visites a indústries diverses, organitzà treballs para-escolars, sense que hi manqués la música i el dibuix. Durant la República entre 1931 i 1939 va ser mestre del Grup Escolar Baixeras. En la dècada de 1940 va fer estudis de dret i filosofia i lletres a la Universitat de Barcelona. L'any 1963 va establir a Sabadell una escola privada, el Col·legi Acadèmia Paidón.